# 幂律流体
幂律流体（英語：power-law fluid）是一类非牛顿流体，其剪应力τ可表示为
{\displaystyle \tau =K\left({\frac {\partial u}{\partial y}}\right)^{n}}
其中，
- K为稠度指数（flow consistency index）
- ∂u/∂y为剪切速率（shear rate）
- n为流动特性指数（flow behaviour index）

表观粘度（apparent viscosity）或有效粘度（effective viscosity）则可表示为
{\displaystyle \mu _{\operatorname {eff} }=K\left({\frac {\partial u}{\partial y}}\right)^{n-1}}
上述关系式又被称为奥斯特瓦尔德－德沃尔幂律关系（Ostwald–de Waele power law）。
幂律流体可以根据流动特性指数n取值的不同而分为三类：
- n<1：假塑性流体（剪切稀化流体）
- n=1：牛顿流体
- n>1：胀流性流体（剪切增稠流体）

## 假塑性流体
“假塑性流体又名剪切变稀流体，是一类行为与时间无关的流体，在高剪切速率下具有较低的表观粘度。这一类流体往往是由高分子溶质分散在小分子溶剂中形成的。通常认为，在低剪切情况下，链状的大分子团会随机翻滚并且会对较大区域内流体产生影响，但随着剪切速率的增加，这些大分子会逐渐趋向于沿着剪切的方向排列，降低其产生的阻力”